# باشگاه فوتبال کانگجو مایتی لاینز
باشگاه فوتبال کانگجو مایتی لاینز (انگلیسی: Cangzhou Mighty Lions Football Club.) یک باشگاه فوتبال در شهر شیجیاژوانگ، چین است.
این باشگاه در سال ۲۰۰۱ میلادی تأسیس شده و سابقه دو نایب قهرمانی در لیگ دسته اول فوتبال چین را در سال‌های ۲۰۱۴ و ۲۰۱۹ دارد.